# Selma Stern
Selma Stern (* 24. Juli 1890 in Kippenheim, Deutschland; † 17. August 1981 in Riehen bei Basel, Schweiz) war eine deutsche Historikerin und Judaistin.

## Leben
Selma Stern wuchs in einer bildungsbürgerlichen jüdischen Arztfamilie in Baden auf. Ihre Eltern waren Julius Stern (1861–1908) und Emilie Durlacher (1869–1931). Als erstes Mädchen besuchte sie das Großherzogliche Badische Gymnasium in Baden-Baden. Im Jahr 1909 bestand sie das Abitur mit der Note Sehr Gut. Stern studierte Geschichte an der Universität Heidelberg und der Ludwig-Maximilians-Universität München, wo sie 1913 promoviert wurde. Damit war sie eine der ersten deutschen Historikerinnen.
Sie suchte eine Tätigkeit, bei der sie Literatur, Philosophie, Wissenschaft und Leben miteinander verbinden konnte. 1920 fand sie eine Anstellung an der Berliner Akademie für die Wissenschaft des Judentums. Dort legte sie den Grundstein für eine deutsch-jüdische Geschichtsschreibung; die ersten zwei Bände der Quellenedition Der preußische Staat und die Juden konnte sie noch in Deutschland fertigstellen (1925 und 1938). 1927 heiratete sie den Leiter der Akademie, Eugen Täubler; die Ehe blieb kinderlos.
Nach ihrer Entlassung durch die Nationalsozialisten zog sie 1933 mit ihrem Mann nach England. Das Paar kehrte jedoch bereits 1935 wieder nach Berlin zurück. 1941 flohen sie in die USA, unterstützt durch Erhard Oewerdieck. Dort lebten sie zuerst in New York, dann in Cincinnati;  Stern-Täubler war dort von 1947 bis 1957 als Direktorin der American Jewish Archives tätig. 1951 war sie Gründungsmitglied des Leo Baeck Institutes in New York. Nachdem Täubler 1953 gestorben war übersiedelte sie 1960 in die Schweiz nach Basel zu ihrer Schwester Margarete Horowitz und blieb dort bis zu ihrem Tod 1981. In Basel gab sie auch die ausstehenden Bände ihres in Berlin begonnenen Hauptwerks Der Preußische Staat und die Juden heraus.
Das 2012 gegründete Selma Stern Zentrum für Jüdische Studien Berlin-Brandenburg trägt ihren Namen.

## Schriften (Auswahl)
- Der Hofjude im Zeitalter des Absolutismus. Ein Beitrag zur europäischen Geschichte im 17. und 18. Jahrhundert (The Court Jew, Philadelphia 1950, Digitalisat). Schriftenreihe wissenschaftlicher Abhandlungen des Leo-Baeck-Instituts, Band 64., hg. v. Marina Sassenberg, Mohr Siebeck, Tübingen 2001, ISBN 3-16-147662-X.
- Der preußische Staat und die Juden. Mohr, Tübingen 1962–1975 (4 Teile; 1. Auflage Band 1/2 [= Teil 1] Berlin 1925/1938).
- Josel von Rosheim. Befehlshaber der Judenschaft im Heiligen Römischen Reich Deutscher Nation. Deutsche Verlags-Anstalt, Stuttgart 1959.
- Anacharsis Cloots, der Redner des Menschengeschlechts. Ein Beitrag zur Geschichte der Deutschen in der Französischen Revolution. Kraus Reprint, Vaduz 1965 (Ebering, Berlin 1914, zugleich Dissertation Universität München 1914) (Digitalisat).
- Karl Wilhelm Ferdinand. Herzog zu Braunschweig und Lüneburg. August Lax, Hildesheim 1921.
- Jud Süß. Ein Beitrag zur deutschen und jüdischen Geschichte. Gotthold Müller, München 1973 (unveränderte Neuausgabe, Berlin 1929).
- Ihr seid meine Zeugen. Ein Novellenkranz aus der Zeit des Schwarzen Todes 1348/19. Gotthold Müller Verlag, München 1972.